# Neoseiulus sinaiticum
Neoseiulus sinaiticum är en spindeldjursart som först beskrevs av Amitai och Swirski 1982.  Neoseiulus sinaiticum ingår i släktet Neoseiulus och familjen Phytoseiidae. Inga underarter finns listade i Catalogue of Life.